# Zeitbrücke-Museum
Das Zeitbrücke-Museum ist ein Regionalmuseum in der Marktgemeinde Gars am Kamp (Bezirk Horn, Niederösterreich).
Es zählt zu den zehn ältesten niederösterreichischen Gemeinde-Museen, die heute noch der Öffentlichkeit zugänglich sind, Das 1883 vom Gottsdorfer Maurermeister Leopold Wieser (1851–1934) errichtete Gebäude steht unter Denkmalschutz (Listeneintrag).

## Gebäude
Der zweigeschoßige, späthistoristische Eckbau (Kollergasse / Horner Straße) wurde 1883 vom Maurermeister Leopold Wieser, der 1879/80 Franz von Suppès Garser Villa (Kremser Straße 40 und später auch Kremser Straße 41) sowie 1884/86 die Dorfkapelle von Etzmannsdorf errichtet hat, als Bürgerschule gebaut und am 18. September 1884 von der Gemeinde Gars eingeweiht und eröffnet sowie ab 1927 als Hauptschule genutzt.

## Geschichte

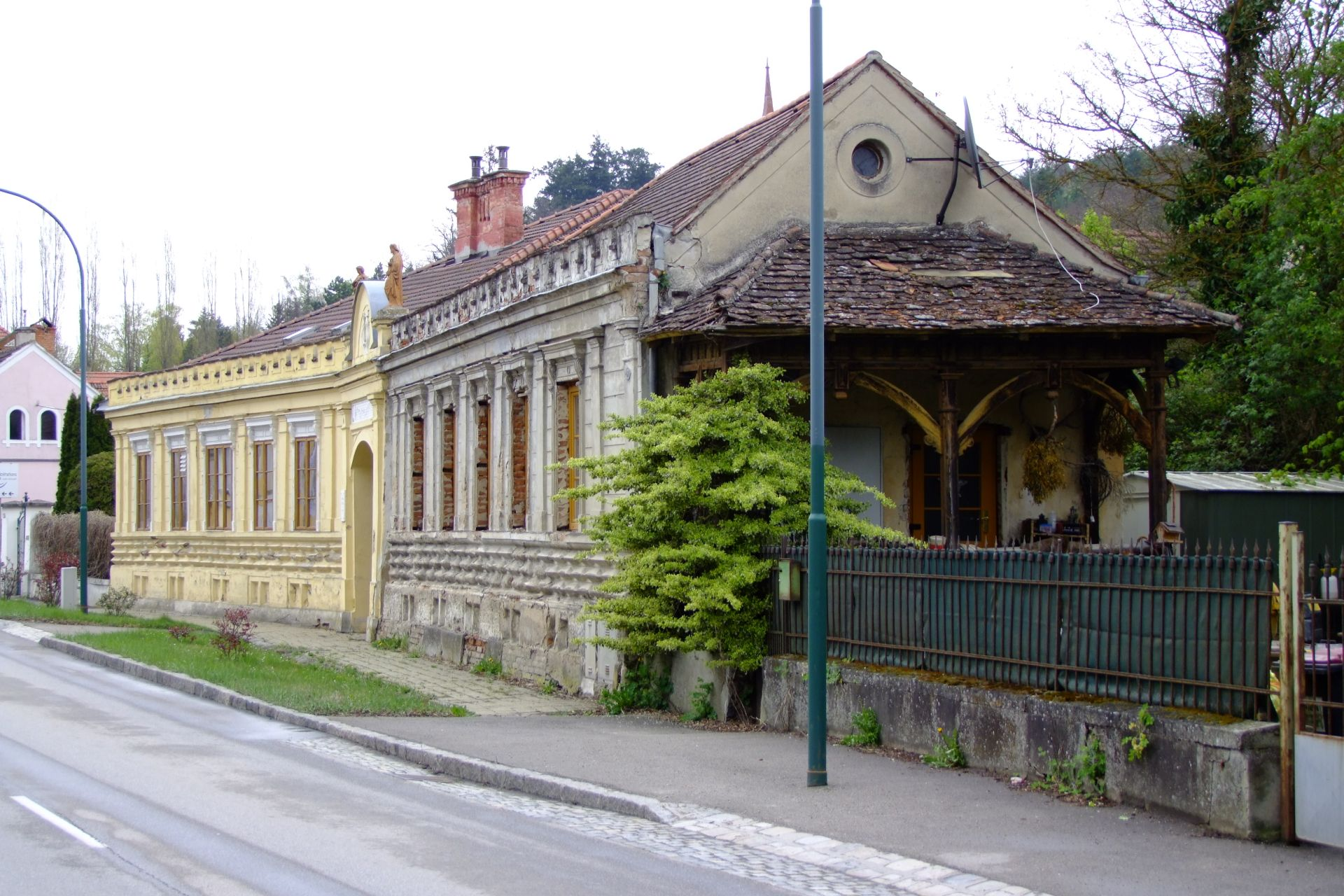
Suppès gleichfalls von Leopold Wieser errichtete Garser Wohn- und Wirkungsstätte (Kremser Straße 40–41)

Mit seiner um 1900 erfolgten Gründung zählt das „Zeitbrücke-Museum“ zu den zehn ältesten niederösterreichischen Gemeinde-Museen, die heute noch der Öffentlichkeit zugänglich sind. Die Gründung des Garser Markt- bzw. Lokalmuseums wurde 1898 von der „k. k. Centralcommission für Erforschung und Erhaltung der Kunst- und historischen Denkmale, sowie des Conservators für den politischen Bezirk Horn in Niederösterreich P[ater] Friedrich Endl, Stiftarchivars in Altenburg“ angeregt und 1902 vom Garser Gemeinderat beschlossen. Die Bestände des früheren Markt- bzw. Lokalmuseums wurden ab Juli 1973 im „Heimatmuseum“ (Hauptplatz 4) sowie in der „Suppè-Gedenkstätte“ (Kremser Straße 40) präsentiert. Im Jahr 1979 übersiedelte das Museum an den heutigen Standort (Kollergasse 155), wo es seit 2002 als „Zeitbrücke-Museum“ auf drei Etagen folgende Sammlungen vereint: „Archäologie im Garser Raum“, „Babenberger und Burgenraum“, Ortsgeschichte mit Zunft und Handwerk, Handelsmuseum „Handel im Wandel“, „Franz-von-Suppè-Gedenkstätte“ sowie „Sommerfrische Gars“ und Zeitgeschichte. Neben diesen Dauer-Ausstellungsmodulen sind während des Jahres mehrere Sonderausstellungen in einem eigens dafür bestimmten Ausstellungsraum zu sehen.

## Ausstellungsschwerpunkte

„Localmuseum in Gars“ aus „Das Vaterland“. 12. Dezember 1898, S. 2.

### „Archäologie im Garser Raum“
Das Kellergeschoß des Zeitbrücke-Museums bietet mit der Dauerausstellung „Archäologie im Garser Raum“ einen Überblick zur Forschungsgeschichte sowie zur Sachkultur aus ur- und frühgeschichtlicher Zeit. Dabei liegen die Schwerpunkte in der „Späten Bronzezeit“ und dem „Frühen Mittelalter“.

### „Babenberger und Burgenraum“
Dieses Ausstellungsmodul beleuchtet anhand Architektur-Modellen, Bildern, Originalfunden und Wappen die Geschichte der Burg Gars, wo der Babenberger Leopold II. seinen Sitz hatte, dessen heiliggesprochener Sohn Leopold III. niederösterreichischer Landespatron ist. Die Ausstellung wird durch Darstellungen von und aus der Gertrudskirche, die mit der Burgruine Gars die Garser Skyline prägt, abgerundet. Bemerkenswert sind Figuren aus der Gertrudskirche, wie Anna selbdritt um 1450 und eine steinerne Pietà aus der 1. Hälfte des 15. Jahrhunderts mit originaler Fassung.

### Ortsgeschichte mit Zunft und Handwerk

„Ein Museum in Gars“ aus „Illustrirtes Wiener Extrablatt“. 1. August 1902, S. 6.

Diese Abteilung vermittelt Eindrücke einer längst vergangenen Zeit, wenn neben Schandfiedeln, Zunftfahnen, Bader-Werkzeugen ausgewähltem Mobiliar aus gut bürgerlichem Haus, Truhen zur Aufbewahrung wertvoller Dokumente und Utensilien auch Werkzeuge alter Handwerksbetriebe zu sehen sind. Historische Ölbilder zeigen die Übergabe der Markt-Urkunde durch Herzog Albrecht IV. an die Vertreter des Marktes Gars (1403) sowie eine Ansicht des Marktes Gars zur Biedermeierzeit.

### „Handel im Wandel“ („1. Österreichisches Handelsmuseum“)
Das „1. österreichische Handelsmuseum“ zeigt die Geschichte des Handels anhand der Garser Firma Kiennast, die aufgrund der 1585 erfolgten Geschäftsgründung durch Stephan Schury Österreichs ältestes Handelshaus ist. Mit Schautafeln und Objekten wird die Geschichte des Handels von der Frühgeschichte bis in die Gegenwart dargestellt, wobei ein Greißlerladen (um 1900), das frühere Kolonialwaren-Sortiment sowie ein Selbstbedienungsladen besondere Schaustücke sind.

### „Die alte Schulklasse“
Die aus historischem Schulmobiliar, alten Lehrmitteln, Schiefertafeln, Tintenfässern, naturgeschichtlichen Wandbildern und Objekten bestehende alte Schulklasse vermittelt einen anschaulichen Eindruck des Schulalltags vor rund hundert Jahren. Zusätzlich informieren Fototafeln über die Geschichte der Schulen von Gars und Umgebung.

### Sommerfrische und Zeitgeschichte

Frühe Notiz über das „Franz von Suppe-Museum“ in Gars am Kamp (Aus „Signale für die musikalische Welt“. Heft 53, 1897, S. 7.)

Im Mittelpunkt dieses Ausstellungsmoduls steht die wechselhafte Entwicklung der Sommerfrische Gars-Thunau, die um 1860 begonnen hat, bis sie Mitte der 1970er Jahre aus der Mode geraten ist, bevor sie sich seit Mitte der 1980er Jahre durch Willi Dungls „Biotrainingszentrum“ im Bereich Gesundheits- und Wellness-Tourismus etablieren konnte. Zahlreiche zeitgeschichtliche Exponate sowie eine Foto-Dokumentation thematisieren, die prägenden Änderungen und Einschnitte, die Gars durch seine Entdeckung als Sommerfrische erfahren hat, nachdem das Kamptal 1889 durch die Kamptalbahn als Sommerfrische-Region erschlossen wurde. Schließlich war der Sommerfrische-Boom mit einem massiven Ausbau der gesamten Infrastruktur verbunden, damit sich Gars zur führenden Kamptal-Sommerfrische entwickeln konnte.

### Franz-von-Suppè-Gedenkstätte

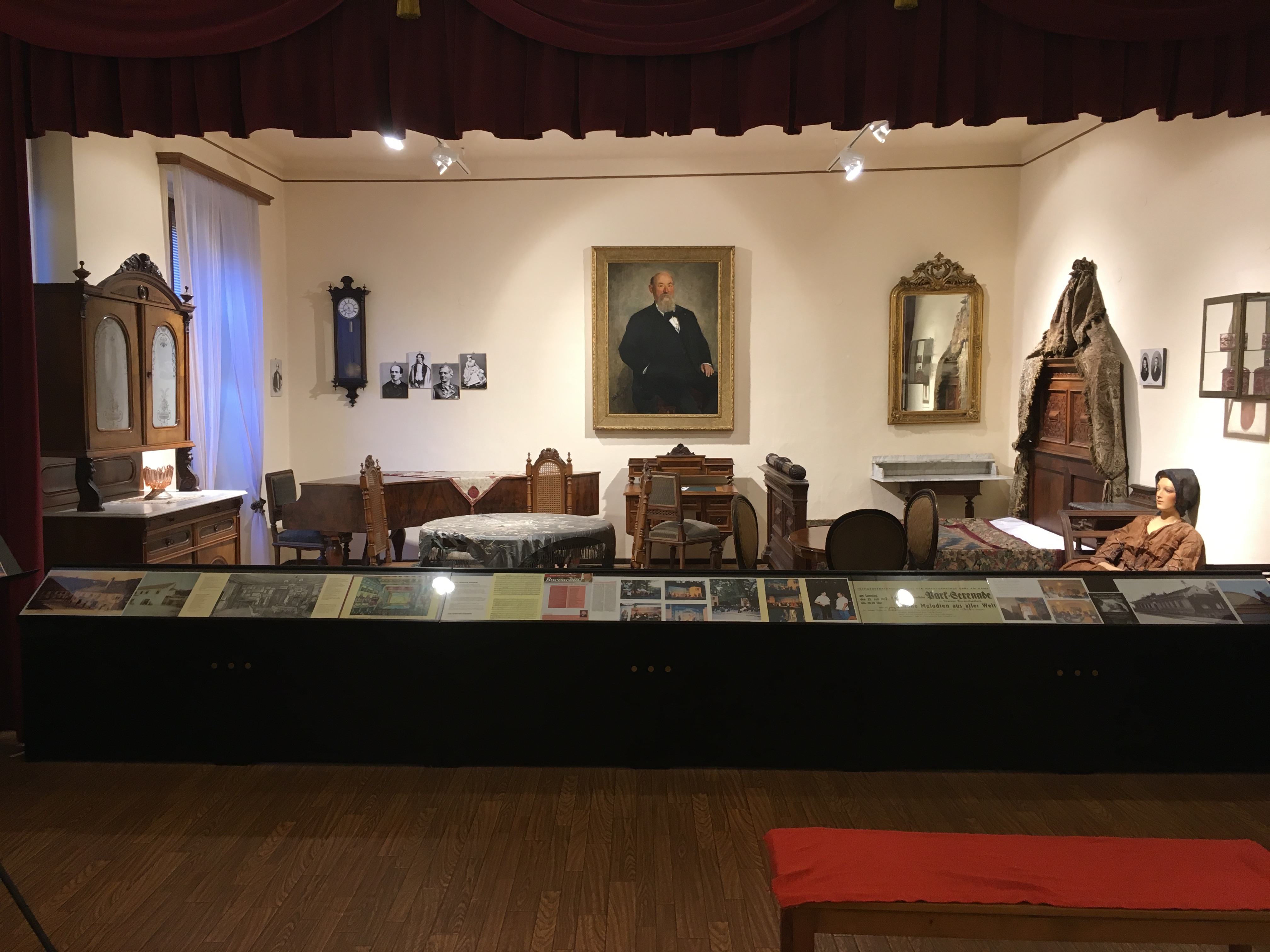
Franz-von-Suppè-Dauerausstellung

Das „Zeitbrücke-Museum“ in Gars am Kamp zeigt in seiner Franz-von-Suppè-Gedenkstätte einige Exponate, die bereits zwischen 1896 und 1908 in dem von Suppès Witwe in seinem Garser Landhaus betriebenen „Suppè-Museum“ präsentiert wurden. Die meisten Ausstellungsobjekte stammen allerdings aus der Zeit nach Suppès Tod bzw. aus den drei, vier Häusern, die er und seine Witwe nach 1879 in Gars besessen haben, das von 1876 bis zu Suppès Tod (1895) zuerst seine Sommerfrische, später sein Zweitwohnsitz war. Suppès Landsitz, den er sich dank der Einnahmen seiner kommerziell erfolgreichen Operetten „Fatinitza“ (1876) und „Boccaccio“ (1879) vom regionalen Baumeister Leopold Wieser, der übrigens auch das „Zeitbrücke-Museum“ gebaut hat, in der Kremser Straße (Nr. 40 und 41) errichten ließ, befindet sich in Privatbesitz, weshalb er nur von außen zu besichtigen ist. Anfang 1902 hat Suppès Witwe Sofie die in ihrem Garser „Suppè-Museum“ befindliche Sammlung dem „Museum der Stadt Wien“ (heute: „Wien Museum“) für die Einrichtung eines „Suppè-Zimmers“ gespendet, welche die kulturgeschichtlich wertvollen Schaustücke 1908 in Gars abgeholt und zwischen 1912 und 1932 widmungsgemäß präsentiert hat. Da dieser der „Stadt Wien“ anvertraute Suppè-Nachlass seither in deren Archiven, Depots und Magazinen verwahrt wird, ist die Franz-von-Suppè-Gedenkstätte im Zeitbrücke-Museum derzeit die einzige öffentliche Dauerausstellung zu Suppè in Europa.
Anlässlich Suppès 200. Geburtstag im Jahr 2019 hat das „Zeitbrücke-Museum“ in einer von Anton Ehrenberger und Andreas Weigel kuratierten zusätzlichen Sonderausstellung ausgewählte Archiv- und Depot-Stücke aus Suppès Privatbesitz gezeigt, die aus den Beständen des Wien Museums und der Österreichischen Nationalbibliothek stammen und der breiten Öffentlichkeit erstmals seit 1932 zugänglich gemacht wurden. Im Anschluss an die Ausstellung erschien Andreas Weigels reich bebilderte Suppè-Monografie, in der dank neu erschlossener Quellen und Archivalien erstmals verbriefte biografische Fakten vorgelegt und erörtert wurden, die vieles, was bislang über Suppès Leben und Werk veröffentlicht wurde, grundlegend korrigiert haben.

## Museumsübergreifende Veranstaltungen
Das „Zeitbrücke-Museum“ beteiligt sich regelmäßig an museumsübergreifenden Veranstaltungsserien wie „Internationaler Museumstag“, „Lange Nacht der Museen“, „Museumsfrühling Niederösterreich“, „NöART“ und „Tag des Denkmals“.

## Österreichisches Museumsgütesiegel
Im November 2002 wurde dem Zeitbrücke-Museum das Österreichische Museumsgütesiegel zuerkannt, das eine seit 2002 verliehene Qualitätsauszeichnung österreichischer Museen ist, die auf besonders ausgezeichnete Museumsarbeit hinweist.

## Niederösterreich-CARD
Das „Zeitbrücke-Museum“ nimmt seit Einführung der „Niederösterreich-CARD“ im Jahr 2006 an diesem Programmangebot der „Niederösterreich Werbung“ teil, wodurch alle Besitzer einer gültigen „Niederösterreich-CARD“ freien Museumseintritt genießen.

## Leitung
- 1974–1989: Hans Heppenheimer
- 1989–2000: Anton Ehrenberger
- 2000–2002: Irmgard Groll
- 2002–2012: Ingrid Scherney
- 2012–2023: Anton Ehrenberger
- seit 2023: Rudolf Winglhofer[1]

## Ausstellungskataloge (Auswahl)
- Anton Ehrenberger, Gottfried Layr: Gars um 1900. Bilddokumentation anlässlich der Ausstellung „Geschichte der Marktgemeinde Gars zur Jahrhundertwende“. Gars am Kamp 1978.
- Hans Heppenheimer u. a. (Hrsg.): Festschrift 700 Jahre Markt Gars am Kamp. 1279–1979. Gars am Kamp 1979.
- Bettina Nezval: Sommerfrische, Kaiserfest und Villenviertel. Ausstellungskatalog der Sonderausstellung des Heimatmuseums Gars. Gars am Kamp 1993.
- Ingrid Scherney: Franz von Suppè, vielseitiger Komponist und Urheber der Wiener Operette. Franz-von-Suppè-Gedenkstätte im Zeitbrücke-Museum Gars am Kamp. Gars am Kamp 2005, ISBN 3-9501180-4-7.
- Anton Ehrenberger: Gärten, Villen, Parks. Zwischen privatem Refugium und öffentlichem Raum. Katalog zur Sonderausstellung des Zeitbrücke-Museums. Gars am Kamp 2006.
- Anton Ehrenberger, Oliver Fries, Ronald Kurt Salzer (Hrsg.): Garser Burgen. Herrschaftsmittelpunkte vom Frühmittelalter bis zur Neuzeit. 2015, ISBN 978-3-85028-731-9.
- Andreas Weigel: Stars in Gars. Schaffen und Genießen. Künstler in der Sommerfrische. Herausgegeben vom Museumsverein Gars, Zeitbrücke-Museum Gars, Gars 2017, ISBN 978-3-9504427-0-0.
- Andreas Weigel: Franz von Suppè (1819–1895). Mensch. Mythos. Musiker. Ehrenbürger von Gars. Begleitpublikation zur Jubiläums-Ausstellung des Zeitbrücke-Museums Gars. Mit Beiträgen von Andreas Weigel, Anton Ehrenberger, Ingrid Scherney und Christine Steininger. Gars am Kamp 2019, ISBN 978-3-9504427-4-8.